# 洲崎寺
洲崎寺（すさきじ）は香川県高松市牟礼に所在する高野山真言宗の寺院。山号は眺海山。詳しくは眺海山 円通院 洲崎寺と号する。本尊は聖観世音菩薩。四国八十八箇所番外札所、さぬき三十三観音霊場第二番札所。

## 概要
寺伝によれば、大同年間（806年 - 810年）により空海（弘法大師）により創建されたといわれる。
源平合戦の際に負傷した源氏方の兵士がこの寺に運ばれた。戦いが激しくなると戦災により当寺院は焼亡した。源義経の身代わりとなり戦死した佐藤継信は本堂の扉に乗せられ、源氏の本陣があった瓜生ヶ丘まで運ばれた。これが縁で継信の菩提寺となり毎年3月19日には慰霊法要が行われている。義経は焼亡した寺院を再建したと伝えられている。義経の愛馬大夫黒の墓がある。
戦国時代に至ると土佐の戦国大名・長宗我部元親軍の侵攻により再び焼亡し荒廃した。(史実にはないうえに香川の長宗我部軍は土佐の兵ではなく讃岐と伊予の兵である。)その後、江戸時代中期の元禄12年（1699年）に再興され現在に至っている。
境内には江戸時代初期の僧で四国八十八箇所を一般に広め巡拝路を整備し、「遍路の父」と呼ばれた真念の墓がある。元来、この墓は牟礼町塩屋南三昧の共同墓地にあったが昭和55年（1980年）この地に移設した。
平成17年（2005年）からはじまった、むれ源平　石あかりロードでは境内において落語や各種コンサートのイベントが行われている。
境内には香川県より香川の保存木として指定されているイチョウがある。

## 文化財
高松市指定有形文化財
- 御城俊禅蒐集古瓦（みきしゅんぜんしゅうしゅうこがわら）：大正から昭和にかけて当寺の住職であった御城俊禅が収集した古代から中世にかけての軒瓦を当寺に収蔵している。点数は300点以上にのぼる。出土地と出土年月日が墨書してある。昭和51年（1976年）4月1日指定。

## 画像

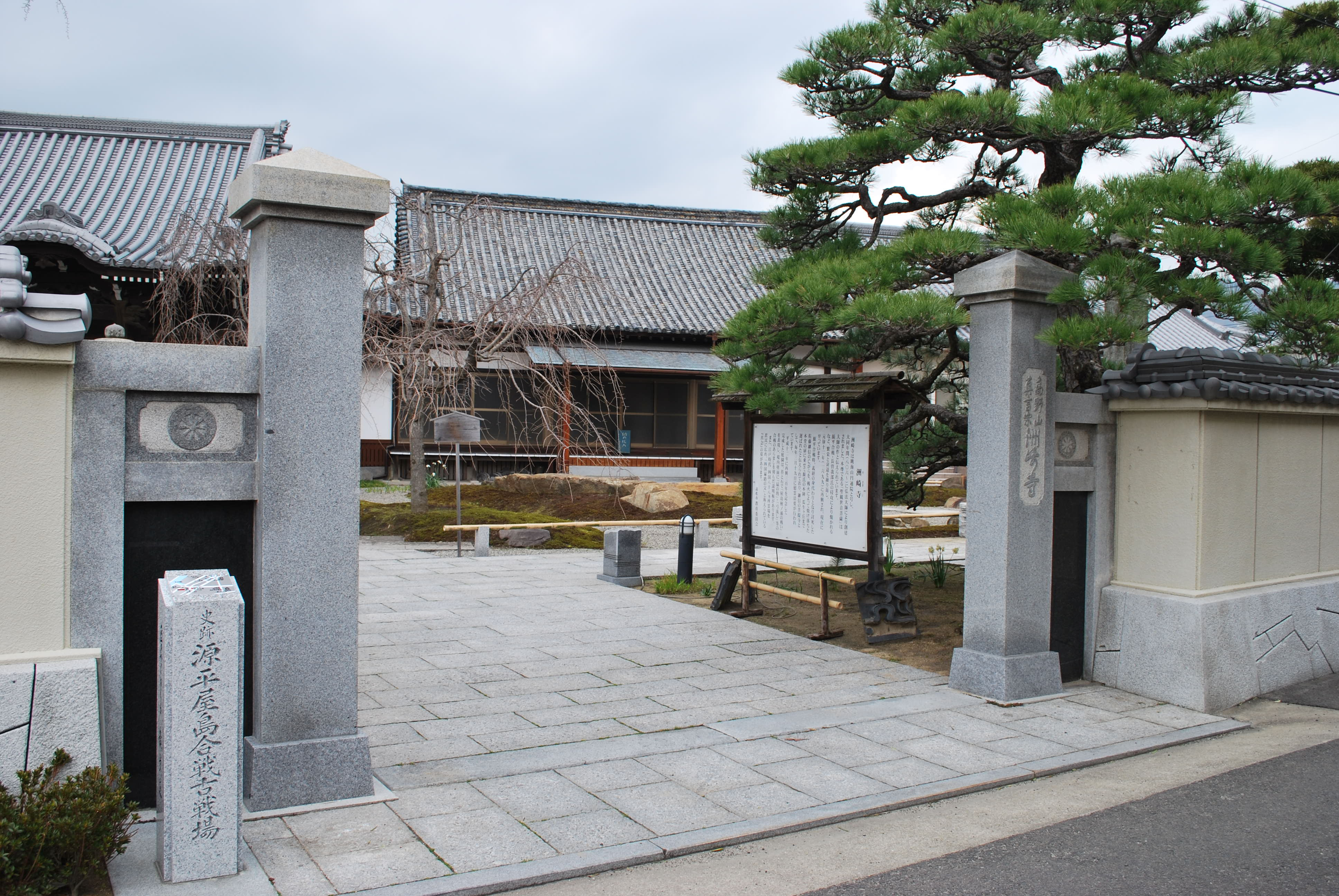
山門
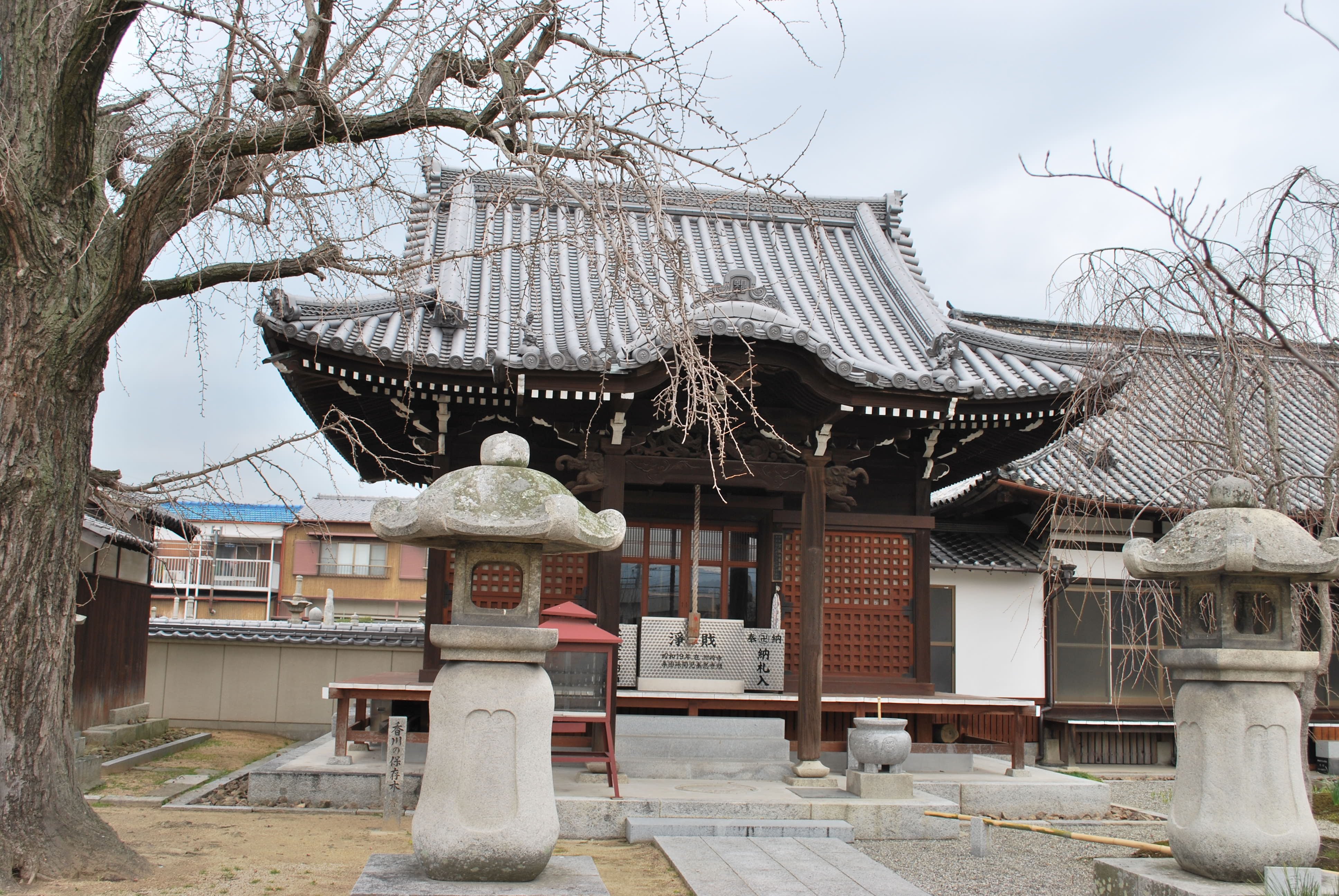
本堂
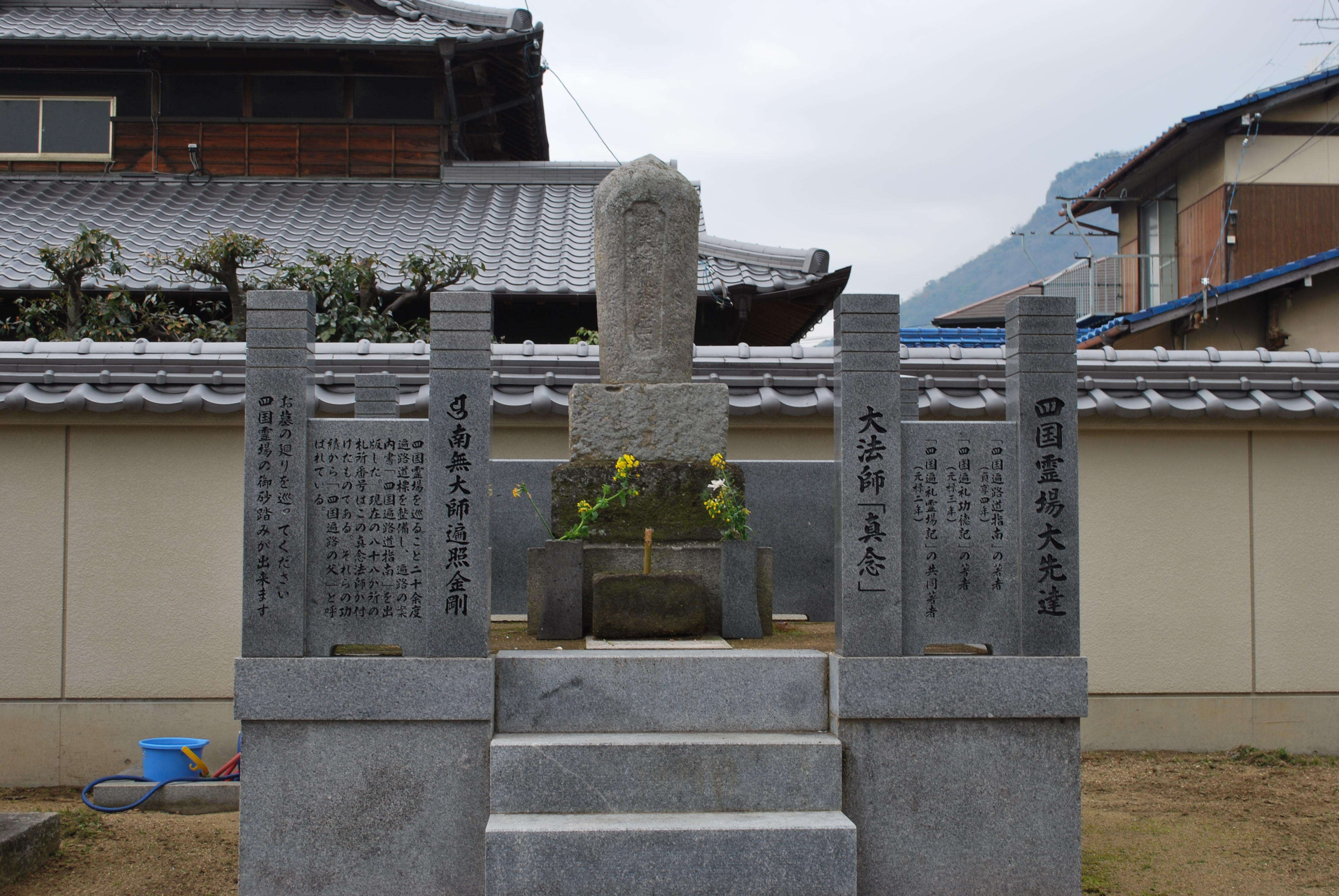
真念法師の墓
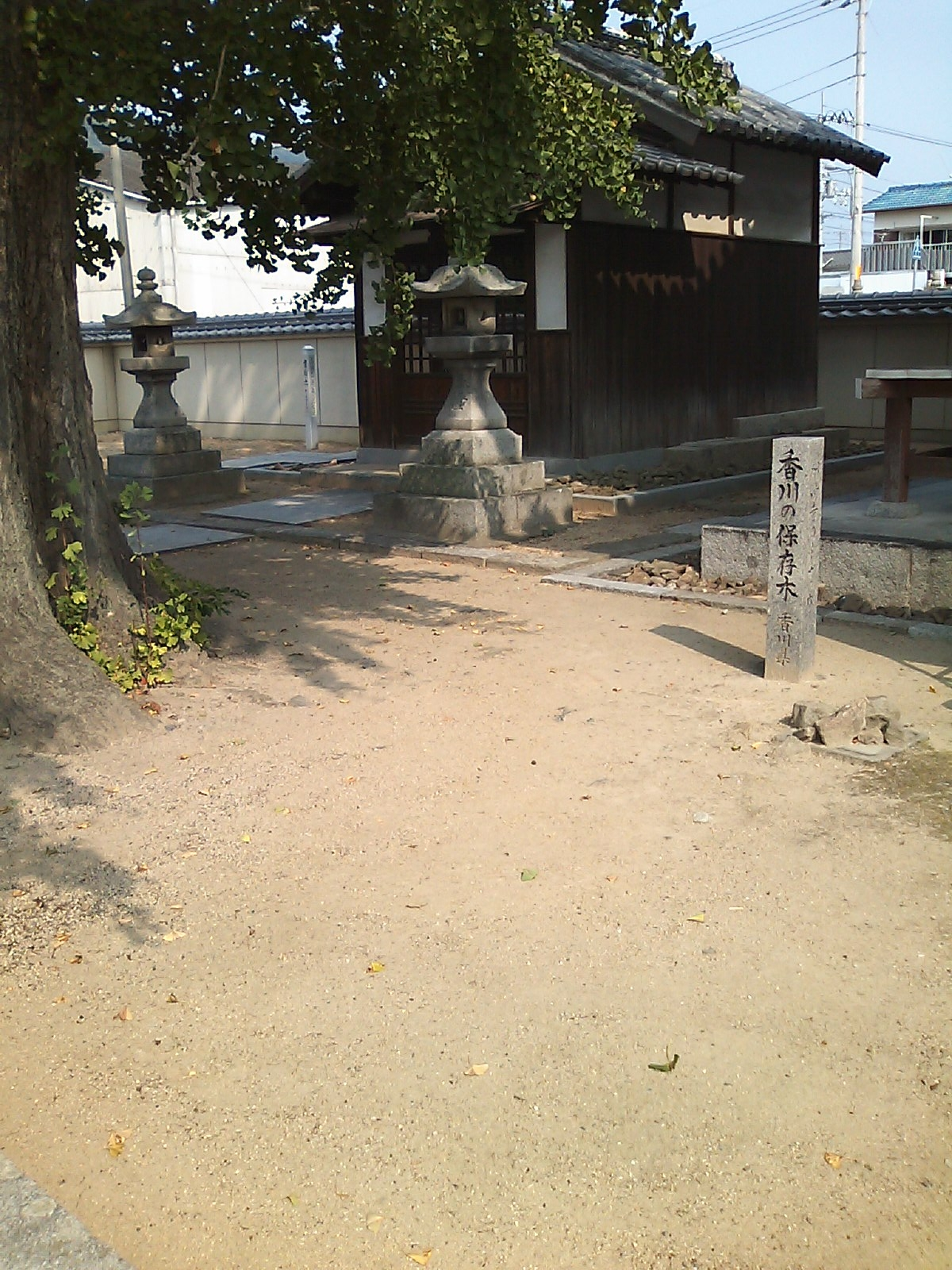
イチョウ香川保存木
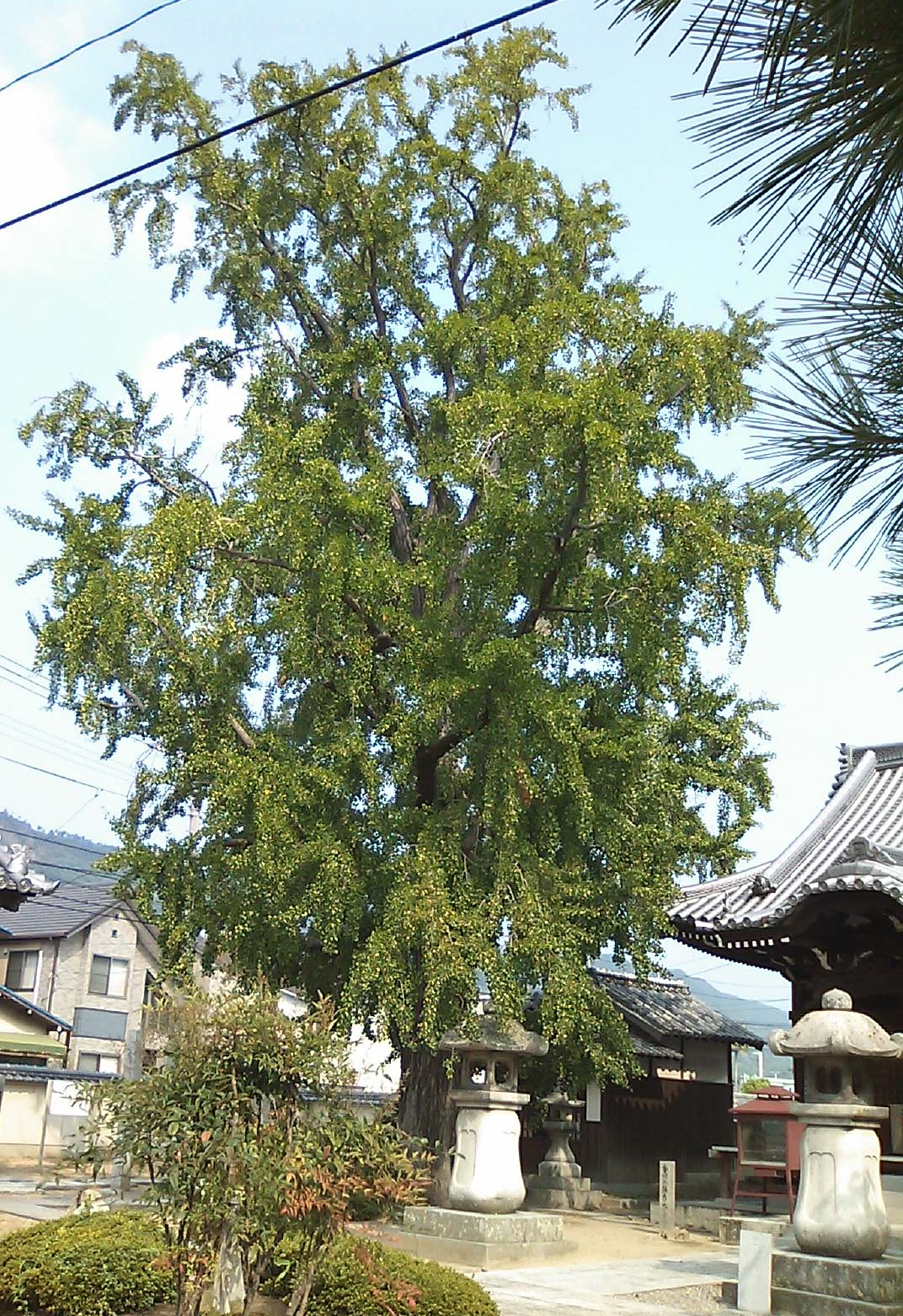
イチョウ

## 交通アクセス
- 高松琴平電気鉄道志度線八栗駅から徒歩約10分

## 前後の札所
さぬき三十三観音霊場
1 東福寺 -- (8.0km)-- 2 洲崎寺 -- (6.5km)-- 3 圓通寺